# Dick Armey
Richard Keith Armey dit Dick Armey est un homme politique américain né le 7 juillet 1940. Membre du Parti républicain, il représente le Texas à la Chambre des représentants des États-Unis de 1985 à 2003. Il y dirige la majorité républicaine pendant huit ans.

## Biographie
Originaire du Dakota du Nord, Armey est diplômé du Jamestown College en 1963 puis de l'université du Dakota du Nord l'année suivante. En 1968, il obtient son doctorat en économie de l'université de l'Oklahoma,. Il est professeur dans plusieurs universités avant de prendre la présidence du département d'économie de l'université du Texas du Nord.
Armey se présente en 1984 à la Chambre des représentants des États-Unis, dans une circonscription de la banlieue nord de Dallas. Profitant de la large réélection de Ronald Reagan, il bat le démocrate sortant Tom Vandergriff (en). À la suite de la révolution républicaine de 1994, il prend la direction de la majorité républicaine de la Chambre.
En décembre 2001, il annonce qu'il quittera son poste de chef de la majorité républicaine à la fin du 107e congrès et qu'il ne sera pas candidat à sa réélection en novembre 2002.
Après son retrait du Congrès, Armey devient lobbyiste pour DLA Piper jusqu'en 2009. Il préside parallèlement l'association FreedomWorks, qui promeut un agenda conservateur sur les questions économiques et participe à la montée du Tea Party. Il quitte l'association en décembre 2012, après des tensions internes.

## Positions politiques
À la tête de FreedomWorks, Dick Armey est un républicain à tendance libertarienne, favorable au libre marché. S'il est lui-même un chrétien born again, il reste davantage en retrait sur les questions de société.